# Vid Syrterns stränder
Vid Syrterns stränder (franska: Le rivage des Syrtes) är roman från 1951 av den franske författaren Julien Gracq. Handlingen skildrar det fiktiva furstendömet Orsenna som sedan 200 år har varit i krig med landet Farghestan, ett krig där inga strider har utkämpats på årtionden men ingen fred heller har slutits. Huvudpersonen är en man som är stationerad nära gränsen till Farghestan och som är trött på det fastkörda läget.
Boken tilldelades Goncourtpriset, men Gracq valde att avstå från priset som en protest mot kommersialisering och kompromisser inom världslitteraturen. Boken gavs ut på svenska 1952 i översättning av C. G. Bjurström.